# Mike Dean (produttore)
Michael George Dean, detto Mike (Angleton, 1º marzo 1965), è un produttore discografico statunitense hip hop, ingegnere del suono, cantautore e polistrumentista.
È conosciuto per la registrazione e il mixaggio di canzoni per i maggiori artisti dell'industria hip hop mondiale, come Kanye West, Tupac Shakur, Scarface, Travis Scott, 2 Chainz, Jay-Z, Desiigner, Drake e The Weeknd.

## Carriera
Mike Dean ha iniziato collaborando con numerosi artisti texani, tra cui Selena, per la quale Dean è stato direttore musicale e produttore. È di origine messicana. Dean divenne famoso per la prima volta per aver aperto la strada al suono Dirty South negli anni '90, in particolare nel lavoro per artisti dell'etichetta Rap-A-Lot Records . Dean ha lavorato in particolare al fianco di Scarface, dei Geto Boys, Do or Die, Tha Dogg Pound, Yukmouth dei Luniz, C-Bo, Nate Dogg, Tech N9ne, UGK, Z-Ro, Devin the Dude, Outlawz e 2Pac.
Dean ha continuato a mixare, produrre e masterizzare ampiamente nell'hip hop americano. È diventato particolarmente noto per la sua collaborazione con Kanye West. Dopo aver contribuito inizialmente al mixaggio degli album di West The College Dropout e Late Registration, Dean ha contribuito come produttore agli album Graduation, My Beautiful Dark Twisted Fantasy, Yeezus, The Life of Pablo e Ye. Ha anche co-prodotto con West nel suo album di collaborazione con Jay-Z, Watch the Throne. Dean è stato uno dei produttori dell'album compilation del 2012 di GOOD Music Cruel Summer. Dean ha dato un contributo particolarmente importante agli ultimi album di Kanye ed è accreditato nella maggior parte dei brani.
Negli ultimi anni, Mike ha suonato come chitarrista e tastierista fisso per Kanye West e Travis Scott durante le loro esibizioni dal vivo, partecipando a numerosi festival musicali, come il Watch the Throne Tour, lo Yeezus Tour e il tour di Travis Scott "Birds Eye View", nonché l'Astroworld - Wish You Were Here Tour. La collaborazione con Travis è altrettanto duratura e prolifica: la produzione di Dean figura in tutti gli album del rapper dal 2013 ad oggi. Nel 2016, Dean ha masterizzato l'album visivo Endless di Frank Ocean, ha scritto e prodotto brani nel mixtape di Desiigner New English e ha prodotto il singolo di Desiigner " Tiimmy Turner".
Nel maggio 2017, Dean ha annunciato che stava lanciando un'etichetta discografica con il nome di M.W.A. Alla domanda del perché abbia deciso di annunciare la sua etichetta in quel momento, Dean ha risposto: "Solo il fatto che molti nuovi giovani artisti hanno chiesto di farmi lavorare sui loro progetti e aiutarli a ottenere accordi. Ho pensato dunque che avrei fondato un'etichetta io stesso. Sembra un buon momento per partire. Ho uno studio qui [a Los Angeles] e posso incontrare molti nuovi artisti."  Alla domanda sul significato della sigla MWA, Dean ha risposto: "È semplicemente il nome che mi do quando faccio il DJ . Mexican Wrestling Association (associazione messicana di wrestling). È una che ho fatto inizialmente con il merchandising, quindi ho pensato che avrei mantenuto il nome anche per l'etichetta."  Ha anche annunciato Dice Soho, il primo artista che ha firmato per MWA: "Uno dei miei amici, Gustavo Guerra, me lo ha portato [Dice Soho]. Penso che sarà la prossima wave di Houston . L'ho preso. Dice ha swag. "
Ha pubblicato un mixtape di strumentali, 4:20, il 20 aprile 2020.

## Discografia
| Titolo | Dettagli dell'album                                                                     |
| ------ | --------------------------------------------------------------------------------------- |
| 4:20   | - Rilasciato: 20 aprile 2020 - Etichetta: N / A - Formati: download digitale, streaming |

### Come featuring
- 2020: Together (Carnage e The Martinez Brothers feat. Elderbrook e Mike Dean)[9]

## Discografia di produzione

### Anni '90
1992
- Bushwick Bill - Little Big Man
- UGK - Too Hard to Swallow
- Willie D - I'm Goin 'Out Lika Soldier

1993
- 5th Ward Boyz - Ghetto Dope
- Ganksta N-I-P - Psychic Thoughts
- DMG - Rigormortiz

1994
- 5th Ward Boyz - Gangsta Funk
- Big Mello - Wegonefunkwichamind
- Big Mike - Somethin' Serious
- Blac Monks - Secrets of the Hidden Temple
- Odd Squad - Fadanuf Fa Erybody!!
- Scarface - The Diary

1995
- 5 ° Ward Boyz - Rated G
- Jamal - Last Chance, No Breaks
- Menace Clan - Da Hood

1996
- 3-2 - Wicked Buddah Baby
- Do or die - Picture this
- Facemob - L'altro lato della legge
- Ganksta NIP - Psychotic Genius
- Geto Boys - The Resurrection

1997
- 3X Krazy - Stackin 'Chips
- Big Mike - Still serious
- Scarface - The Untouchable
- Seagram - Souls on Ice

1998
- AG-2-A-Ke - Mil-Ticket
- Devin the Dude - The Dude
- Do or Die - Headz o Tailz
- Ganksta N-I-P - Interview with a Killa
- Yukmouth - Thugged Out: The Albulation

### Anni 2000
2000
- C-Bo - Enemy of the State
- Outlawz - Ride wit Us Or Collide Wit Us
- Scarface - Last of a Dying Breed

2001
- Oz (colonna sonora)
- Tha Dogg Pound - Dillinger e Young Gotti
- Yukmouth - Thug Lord: The New Testament
- Sherm - Sherm Smoke[10]

2002
- Big Syke - Big Syke
- Daz Dillinger - This is The Life I Lead
- Devin the Dude - Just Tryin 'ta Live
- E-40 - Grit & Grind
- Hussein Fatal - Fatal
- Kastro & E.D.I - Blood Brothers
- King Tee - Venga il tuo regno
- Scarface - The Fix
- Young Noble - Noble Justice

2003
- Yukmouth - Godzilla

2004
- Z-Ro - The Life of Joseph W. McVey
- Shyne - Godfather Buried Alive

2005
- Geto Boys - The Foundation
- Pimp C - Sweet James Jones Stories
- Z-Ro - Let the Truth Be Told

2006
- Juvenile - Reality Check
- Pimp C - Pimpalation
- Z-Ro - I'm Still Livin'

2007
- Kanye West - Graduation
- Scarface - Made

2008
- Kanye West - 808's and Heartbreak

2009
- Mike Jones - The Voice
- UGK - UGK 4 Life

### Anni 2010
2010
- Kanye West - My Beautiful Dark Twisted Fantasy
- Kid Cudi - Man On The Moon II: The Legend Of Mr. Rager
- Z-Ro - Heiron

2011
- Kanye West e Jay-Z - Watch the Throne

2012
- GOOD Music - Cruel Summer

2013
- Beyoncé - BEYONCÉ
- Jay-Z - Magna Carta. . . Holy Grail
- Kanye West - Yeezus
- Angel Haze - Dirty Gold
- Travis Scott - Owl Pharaoh

2014
- Travis Scott - Days Before Rodeo
- Freddie Gibbs & Mike Dean - GTA 5 : Radio Los Santos - "Sellin 'Dope"

2015
- Madonna - Rebel Heart
- Travis Scott - Rodeo
- The Weeknd - Where you belong
- Freddie Gibbs - Shadow of a Doubt
- The Weeknd - Beauty Behind the Madness

2016
- Beyoncé - Lemonade
- Kanye West - The Life of Pablo
- Desiigner - New English
- Frank Ocean - Endless
- Frank Ocean - Blond
- Travis Scott - Birds in the Trap Sing McKnight
- Ty Dolla Sign - Campaign
- Yung Lean - Warlord
- 2 Chainz - Hibachi for Lunch
- Kid Cudi - Passion, Pain & Demon Slayin'[11]
- Z-Ro - Legendary

2017
- 2 Chainz - Pretty Girls Like Trap Music
- Vic Mensa - The Autobiography
- Lunice - CCCLX
- Ty Dolla Sign - Beach House 3
- Travis Scott e Quavo - Huncho Jack, Jack Huncho

2018
- AJ Mitchell - Used to be
- Migos - Culture II
- Desiigner - L.O.D
- Pusha T - DAYTONA
- Kanye West - ye
- Dermot Kennedy - Mike Dean Presents: Dermot Kennedy
- Kids See Ghosts - KIDS SEE GHOSTS
- Christina Aguilera - Liberation
- Nas - NASIR
- Beyoncé & Jay-Z come i "The Carters" - Everything Is Love
- Teyana Taylor - K.T.S.E
- Travis Scott - Astroworld
- Trippie Redd - Life's a Trip
- Genetikk - Y.A.L.A

2019
- 2 Chainz - Rap or Go to the Leauge
- Madonna - Madame X
- Maxo Kream - Brandon Banks
- Kanye West - Jesus Is King
- City Morgue - City Morgue Vol 2: As Good As Dead
- Smokepurpp - Deadstar 2
- Sunday Service Choir - Jesus Is Born
- JackBoys e Travis Scott - JackBoys

### Anni 2020
2020
- Selena Gomez - Rare
- 070 Shake - Modus Vivendi
- Gorillaz - Momentary Bliss
- Don Toliver - Heaven Or Hell
- Mike Dean - 4:20
- Pop Smoke - Shoot for the Stars, aim for the Moon
- Kanye West - Donda: With Child
- ppcocaine - Trap Bunny Bubbles
- Kid Cudi - Man on the Moon III: The Chosen
- Travis Scott - Utopia
- The Weeknd - Hurry up Tomorrow

## Premi e nomination

### Grammy Awards
È stato in tutto nominato, tramite gli album a cui ha lavorato, 19 volte ai Grammy Awards. Ha vinto nel 2006, come ingegnere del suono e mixer dell'album Late Registration di Kanye. Vince di nuovo nel 2008 con l'album Graduation come ingegnere del suono e con il brano Good Life, come scrittore della canzone, entrambi di Kanye. Nel 2012, sempre con Kanye e sempre come mixer e ingegnere del suono, vince con My Beautiful Dark Twisted Fantasy. L'ultima vittoria arriva nel 2013, in quanto ha partecipato alla scrittura del brano Niggas in Paris di Kanye West.